# 羅伊·塔克
羅伊·塔克（Roy A. Tucker）是一位美國天文學家，因與夏威夷大學的大衛·J·托倫和法伯瑞茲歐·伯納德共同發現近地小行星99942阿波菲斯（2004 MN4）而聞名。

## 生平
羅伊·塔克是一位多產的小行星發現者，小行星中心認為他在1996年至2010年間發現702顆已編號的小行星。他也發現了兩顆彗星：328P/LONEOS-Tucker和C/2004 Q1。
2021年3月5日，羅伊·塔克於因胰臟癌去世。

## 貢獻
主帶小行星10914由保羅·G·康巴於1997年發現，並以羅伊·塔克來命名。